# قبل أن نذهب (فيلم 2015)
قبل أن نذهب (بالإنجليزية: Before We Go) هو فيلم كوميديا رومانسية أمريكي مستقل من إخراج كريس إيفانز وتم إصداره في عام 2015.

## ملخص
امرأة تفوت آخر قطار يغادر إلى بوسطن بعد سرقة حقيبتها. تلتقي لاعب بوق في محطة غراند سنترال. ويلي ذلك ليلة يكتشف فيها غريبان بعضهما البعض ويشتركان في مغامرة في شوارع نيويورك.

## الممثلون
- كريس إيفانز: نيك فوغان
- أليس عشية: بروك دالتون
- إيما فيتزباتريك: هانا
- مارك كاسين: داني
- إيليا مورلاند (VF: فرانسوا سانتوتشي): كول
- سكوت إيفانز: البواب

## روابط خارجية
- قبل أن نذهب (فيلم، 2015) على موقع IMDb (الإنجليزية)
- قبل أن نذهب (فيلم، 2015) على موقع ميتاكريتيك (الإنجليزية)
- قبل أن نذهب (فيلم، 2015) على موقع روتن توميتوز (الإنجليزية)
- قبل أن نذهب (فيلم، 2015) على موقع نتفليكس (الإنجليزية)
- قبل أن نذهب (فيلم، 2015) على موقع قاعدة بيانات الأفلام العربية
- قبل أن نذهب (فيلم، 2015) على موقع ألو سيني (الفرنسية)
- قبل أن نذهب (فيلم، 2015) على موقع Turner Classic Movies (الإنجليزية)
- قبل أن نذهب (فيلم، 2015) على موقع أول موفي (الإنجليزية)
- قبل أن نذهب (فيلم، 2015) على موقع فيلمافينيتي (الإسبانية)
- قبل أن نذهب (فيلم، 2015) على موقع قاعدة بيانات الفيلم (الإنجليزية)